# 22 Andromedae
Désignations
22 Andromedae est une étoile de la constellation d'Andromède, située à ∼ 1 500 a.l. (∼ 460 pc) de la Terre.